# Yuxarı Oratag
Yuxarı Oratag (armeniska: Verin Horrat’agh, Վերին Հոռաթաղ, azerbajdzjanska: Verin Oragağ) är en ort i Azerbajdzjan.   Den ligger i distriktet Kəlbəcər Rayonu, i den centrala delen av landet, 290 km väster om huvudstaden Baku. Yuxarı Oratag ligger 845 meter över havet och antalet invånare är 449.
Terrängen runt Yuxarı Oratag är kuperad österut, men västerut är den bergig. Yuxarı Oratag ligger nere i en dal. Runt Yuxarı Oratag är det ganska glesbefolkat, med 32 invånare per kvadratkilometer.. Närmaste större samhälle är Aterk, 4,2 km norr om Yuxarı Oratag. 
I omgivningarna runt Yuxarı Oratag växer i huvudsak blandskog.